# Nokia 5230
Nokia 5230 – telefon komórkowy firmy Nokia. Wyposażony jest w dotykowy wyświetlacz o przekątnej 3,2 cala. Telefonem zarządza system operacyjny Symbian. Nokia 5230 posiada również nawigację satelitarną, która w przypadku słabego kontaktu z satelitami może się wesprzeć technologią A-GPS. Telefon obsługuje aplikacje java MIDP 2.0. Standardowa bateria Li-Ion 1320 mAh powinna utrzymać telefon przy życiu przez ponad 430 godzin w trybie stand-by. Podczas rozmowy telefon wytrzyma ponad 7 godzin.